# Depresiunea Taița superioară-Horia
Taița superioară-Horia este o depresiune interioară intracolinară cu caracterul unui culoar tectono-eroziv situată în sudul munților Măcinului.

## Date geografice
Este drenată de Râul Taița și adăpostește satele Nifon, Hamcearca, Căprioara, Balabancea și la extremitatea sudică Horia.
Are ca axe principale de transport rutier pe axa est-vest DN22F (dinspre Nalbant) care se continuă de la Horia cu DN22D (spre Măcin) și, pe axa nord-nord-vest – sud-sud-est DJ222A (spre Luncavița) continuat de la Horia spre sud, tot de DN22D (spre Constanța).

## Geomorfologie
S-a dezvoltat pe un aliniament structural nord-vest – sud-vest care se continuă spre nord prin Pasul Teilor cu Depresiunea Luncavița și spre vest prin Pasul Carapelit cu Depresiunea Cerna-Mircea Vodă. Spre extremitatea sudică, se lărgeste mult la contactul cu Podișul Niculițel și Podișul Babadagului. Este ramificată în lungul văilor Islamului și Lodzovei, ultima axată pe aliniamentul tectonic impus de falia Luncavița-Consul.
Este structurată din lunci largi, care se continuă în lateral prin pedimente acoperite cu o pătură de peste 10 m grosime de loess și depozite loessoide.